# Kurt Eisner
Kurt Eisner (14. května 1867, Berlín, Prusko – 21. února 1919, Mnichov, Bavorsko) byl německý levicový politik a žurnalista. Proslul jako strůjce pádu bavorské monarchie. Sám se v roce 1918 stal prvním předsedou vlády bavorské republiky. Než však stačil po prohraných volbách odstoupit, byl zastřelen.

## Životopis
Narodil se v Berlíně židovským rodičům. Studoval filozofii, ale pak se stal novinářem v Marburgu. Jako horlivý republikán a socialista vstoupil v roce 1898 do SPD. Postupem času ho však republikánské ideje opouštěly. Následkem toho aktivně bojoval za politickou demokracii stejně jako socialismus.
Roku 1892 se oženil s Elizabeth Hendrichovou, s níž měl pět dětí.
V roce 1900 se po smrti Wilhelma Liebknechta stal editorem stranických novin Vorwärts. Později však musel z této funkce odstoupit. Po jeho odchodu z Vorwärts byly jeho aktivity omezené. Působil hlavně v Bavorsku, ačkoli cestoval i do dalších částí Německa. V letech 1907–1910 byl hlavním redaktorem novin Fränkische Tagespost, a později se stal nezávislým novinářem v Mnichově.
V roce 1917, na vrcholu první světové války, se připojil k Nezávislé sociálně demokratické straně Německa. Roku 1918 byl odsouzen za zradu a podněcování stávek na 9 měsíců vězení. Byl uvězněn ve Stadelheimu, během všeobecné amnestie však byl propuštěn.
Po propuštění se dozvěděl o říjnové revoluci v Rusku. Podnícen touto událostí, organizoval listopadovou revoluci, která svrhla bavorskou monarchii. Deklaroval Bavorsko jako svobodný stát a 8. listopadu 1918 se stal prvním republikánským předsedou vlády Bavorska.
Kvůli neschopnosti nové vlády v poskytování základních služeb byl ve volbách v lednu roku 1919 poražen. O měsíc později byl zavražděn, když ho politický aktivista Anton von Arco auf Valley střelil do zad. Atentát na něj měl za následek vytvoření Bavorské republiky rad.
Zmínka o něm se nachází i v Hitlerově knize Mein Kampf.